# Саншеш, Ренату
Рена́ту Жу́ниор Луш Са́ншеш (порт. Renato Júnior Luz Sanches, португальское произношение: [ʁɨˈnatu ˈsɐ̃ʃɨʃ]; род. 18 августа 1997, Лиссабон) — португальский футболист, полузащитник клуба «Пари Сен Жермен» и сборной Португалии. Выступает на правах аренды за лиссабонскую «Бенфику».
Начал свою карьеру в «Бенфике», дебютировав в октябре 2014 года за резервную команду, а в октябре 2015 года — за основную команду. В своём первом и единственном сезоне он помог «Бенфике» выиграть чемпионат и Кубок лиги, получив награду «Golden Boy».
Выступления Саншеша привлекли немецкую команду «Бавария», которая подписала его в июле 2016 года за 35 миллионов евро, что на тот момент было самой высокой суммой за португальского игрока, выступающего в Примейра-лиге. В течение первого сезона в клубе его выступления пошли на спад, что привело к тому, что в августе 2017 года он был отдан в аренду в команду Премьер-лиги «Суонси Сити». После возвращения в «Баварию» в 2018 году он остался в качестве запасного игрока, а в августе 2019 года был подписан клубом «Лилль» из французской Лиги 1 за 25 миллионов евро, став самым дорогим приобретением «Лилля» за всю его историю. В свой второй сезон в клубе помог команде выиграть Лигу 1 в сезоне 2020/21, что положило конец 10-летней засухе клуба в чемпионате.
На молодёжном уровне сыграл 40 матчей и забил 8 голов за сборную Португалии. Дебютировал на международном уровне в марте 2016 года и был вызван на Евро-2016 в возрасте 18 лет, став самым молодым португальцем, сыгравшим на международном турнире, а также самым молодым игроком, выигравшим финал Евро. Он забил один гол во время турнира и стал его лучшим молодым игроком, так как Португалия впервые в своей истории завоевала титул чемпиона.

## Ранние годы
Саншеш родился 18 августа 1997 года в госпитале «Амадора-Синтра» в столичном районе Лиссабона в семье отца по имени Ренату Саншеш из Сан-Томе и Принсипи и матери по имени Мария дас Дореш из Кабо-Верде. Бабушка прозвала его «Було», он вырос в бедном лиссабонском районе Мусгейра. Его родители разошлись через несколько месяцев после его рождения, и отец уехал работать во Францию; рождение Саншеша не было зарегистрировано до возвращения отца в 2002 году. Он был зарегистрирован 22 августа 2002 года с датой рождения 3:25 18 августа 1997 года.
Саншеш начал заниматься футболом в «Агуьяс да Мусгейра» в возрасте восьми лет, и присоединился к молодёжной системе «Бенфики» в 2006 году в возрасте девяти лет. Команда заплатила 750 евро и 25 футбольных мячей за его подпись. Он убедил «Бенфику» взять его после 15-минутной тренировки с ними, но у него изначально были сомнения по поводу ежедневных поездок в их академию в Сейшал, на другой берег реки Тахо.

## Клубная карьера

### «Бенфика»
Саншеш дебютировал на профессиональном уровне в сезоне 2014/15 в команде «Бенфики Б» второго дивизиона. Он впервые вышел на поле 5 октября 2014 года, выйдя в старте и отыграв первый тайм матча с «Фейренсе» (2:2). Во второй половине сезона он был дважды удалён с поля с прямыми красными карточками: 11 января 2015 года в качестве замены в домашнем матче с «Порту Б» (3:2) и 7 марта в стартовом составе в матче с «Санта-Кларой» (1:1).
После одного года в резервной команде, в сезоне 2015/16 полузащитник был переведён в основную команду, первоначально только на тренировки. Он продолжал играть в резерве, а 30 августа 2015 года забил свой первый гол в матче с «Варзином» (2:1), открыв счёт в течение двух минут. Через семнадцать дней он забил два пенальти в матче с «Авешем» (3:2). 21 октября в матче юношеской Лиге чемпионов он забил гол в выездной победе над «Галатасараем» (11:1). Девять дней спустя Саншеш дебютировал за первую команду, заменив нападающего Жонаса на 74-й минуте матча с «Тонделой» (4:0).
После международного перерыва в ноябре 2015 года Санчес подписал новый контракт с «Бенфикой» до 2021 года с условием отступных в размере 45 миллионов евро. 25 ноября он впервые вышел в стартовом составе, отыграв 90 минут в гостевой ничьей с «Астаной» (2:2) на групповом этапе Лиги чемпионов. В следующий понедельник он снова вышел в старте, на этот раз в победе над «Брагой» в португальской Примейре, получив похвалу от СМИ за свою игру. 4 декабря в возрасте 18 лет он забил свой первый гол за «Бенфику», переиграв вратаря «Академики» Тригейру ударом с 30 метров и одержав победу в чемпионате со счётом 3:0. Тем самым он стал самым молодым игроком «орлов», забившим домашний гол в XXI веке на «Эштадиу да Луш». Этот гол был выбран в качестве гола месяца.
Во второй половине сезона практически не пропускал матчей, забив важнейший гол на выезде против «Витории Гимарайнш» (1:0). 24 апреля он стал объектом расизма со стороны некоторых болельщиков «Риу Аве» (1:0), которые издавали обезьяньи звуки, когда он покидал поле после выездной победы. Он ответил на провокацию улыбкой и движением рук, подражая обезьяне. 8 мая Санчес был удалён за вторую жёлтую карточку в первом тайме матча с «Маритиму» (2:0), пропустив последний матч «Бенфики» в чемпионате, в котором она сохранила свой титул за счёт городских соперников «Спортинга», победив «Насьонал». 20 мая в своём последнем матче, финале Кубка лиги 2016 года в Коимбре, «Бенфика» выиграла турнир у «Маритиму» со счётом 6:2.

### «Бавария»

#### Сезон 2016/17
10 мая 2016 года Саншеш подписал пятилетний контракт, вступающий в силу с 1 июля, с немецким клубом «Бавария» за 35 млн евро, в рамках сделки на общую сумму 80 млн евро, при этом дополнительные 45 млн евро зависели от целей. С этим трансфером он стал самым дорогим португальским игроком, покинувшим национальную лигу, а также первым португальским игроком, перешедшим в мюнхенский клуб. Первоначальный взнос был четвёртым по величине в истории «Баварии», после взносов за Хави Мартинеса, Марио Гётце и Артуро Видаля. До перехода в «Баварию» за Саншешем активно следил «Манчестер Юнайтед», а их бывший игрок португалец Нани сказал, что они будут сожалеть о том, что не завершили трансфер. Сам Саншеш так прокомментировал свой трансфер в «Баварию»:
«Манчестер Юнайтед» действительно делал предложение, думаю, все об этом знают. Но у меня также были и другие предложения. Я выбрал «Баварию», потому что это великий клуб. У этой команды стадион на 65 тысяч мест и атмосфера, напоминающую ту, что была в «Бенфике». Здесь я буду завоевывать трофеи».
Восстановившись после травмы бедра, португалец дебютировал 9 сентября, выйдя на замену вместо Артуро Видаля в матче с «Шальке 04» (2:0). Хотя он допустил ошибки в течение 71 минуты, прежде чем был заменён на Йозуа Киммиха, капитан команды Филипп Лам и вратарь Мануэль Нойер заверили его, причём первый сказал: «Он — очень, очень хороший игрок, иначе его здесь не было бы. Он — чемпион Европы и определённо будет полезен для клуба в будущем». 24 октября он стал первым португальским игроком, получившим награду Golden Boy как лучший игрок Европы в возрасте до 21 года, опередив Маркуса Рашфорда из «Манчестер Юнайтед».
В то время как «Бавария» выиграла Бундеслигу, Саншеш провёл всего 25 матчей во всех турнирах и не отметился ни одним голом или передачей. Он начал только четыре матча в лиге и сыграл полностью только в одном. Португальцу пришлось конкурировать за игровое время с более опытными игроками, такими как Артуро Видаль, Тьяго Алькантара и Хаби Алонсо. Не помогло Саншешу и то, что тренер «Баварии» Карло Анчелотти имеет репутацию человека, не полагающегося на молодых игроков. Репортер Sky Deutschland Торбен Хоффман сказал: «У него были проблемы с языком, и ему было трудно интегрироваться в команду. Кроме того, в „Баварии“ большая конкуренция за места». Бывший игрок мюнхенского клуба Лотар Маттеус назвал его в числе трёх худших игроков сезона, а сам полузащитник сказал, что разочарован его игрок; однако тренер Карло Анчелотти заявил, что он останется на «Альянц Арене» на следующий сезон.

#### Аренда в «Суонси Сити»
31 августа 2017 года Ренату Саншеш перешёл в клуб Премьер-лиги «Суонси Сити» на правах аренды сроком на один год до 30 июня 2018 года. Португалец был отдан в аренду «Суонси», чтобы регулярно играть в сильной лиге. Дебют состоялся десять дней спустя на стадионе «Либерти» в матче против «Ньюкасл Юнайтед» (0:1). Репортер BBC Sport Дафидд Притчард назвал это «неоднозначным началом» из-за нескольких ошибок в передачах. 29 ноября главный тренер Пол Клемент заменил игрока в перерыве матча с «Челси» (1:0) после того, как он отдал пас в рекламные щиты на краю поля, посчитав, что это партнёр по команде.
В январе 2018 года Саншеш получил травму подколенного сухожилия в двух подряд матчах Кубка Англии, и новый главный тренер Карлуш Карвальял разрешил ему уехать домой, чтобы теплая погода помогла его реабилитации. После 2 января 2018 года он не сыграл ни одного матча до конца сезона. В конце сезона Карвальял сказал: «Ренату знает, что у него был очень плохой сезон. Он уже не на том уровне, на котором был, и когда в январе он получил травму, это его добило. У Ренату большой талант, но ему ещё многому нужно научиться. Он перестал учиться, когда покинул „Бенфику“ и перешёл в один из крупнейших клубов мира».

#### После возвращения из Англии
1 июля 2018 года Ренату Саншеш вернулся в «Баварию». Новый главный тренер «баварцев» Нико Ковач в начале предсезонной подготовки сказал: «Я постараюсь, чтобы он чувствовал себя здесь хорошо. Когда человек чувствует себя хорошо, ему гораздо легче показывать хорошие результаты. У него есть навыки, которые не каждый день увидишь в Бундеслиге; вот почему „Бавария“ подписала его». 19 сентября выйдя в стартовом составе «Баварии» впервые с мая 2017 года, португалец забил свой первый гол за клуб, завершив передачу Хамеса Родригеса в победе над своим бывшим клубом «Бенфикой» (2:0) в групповом матче Лиги чемпионов. Его возвращение в хорошую форму было действительно поддержано тем, что он был избран лучшим игроком «Баварии» в сентябре. 19 декабря 2018 года Саншеш был удалён в матче против «РБ Лейпциг». 18 мая он забил свой первый гол в Бундеслиге, в последний день лиги, выйдя на замену вместо Леона Горецки в победе над «Айнтрахтом» (5:0) во Франкфурте-на-Майне и завоевав титул; «Бавария» финишировала на два очка выше дортмундской «Боруссии» с 78 очками. Неделю спустя Саншеш выиграл свой первый Кубок Германии, когда «Бавария» победила «РБ Лейпциг» (3:0) в финале Кубка Германии 2019 года. Португалец не участвовал в матче.
16 августа 2019 года Саншеш вышел на замену вместо Томаса Мюллера в матче против берлинской «Герты» (2:2). После матча, в послематчевом интервью, португалец дал понять, что хочет покинуть клуб, чтобы играть более регулярно. После этого он пропустил послематчевую тренировку и ушёл домой, за что был оштрафован на 10 000 евро. Председатель правления «Баварии» Карл-Хайнц Румменигге ответил на комментарии Саншеша, сказав, что «не следует, когда человек в гневе убегает сразу после первой или второй игры. Ему лучше сохранять спокойствие. Он получит свои шансы».

### «Лилль»
23 августа 2019 года Ренату Саншеш перешёл во французский клуб «Лилль» по четырёхлетнему контракту за 25 миллионов евро, став самым дорогим подписанием «догов» в истории. Он дебютировал 1 сентября, начав игру в матче с «Реймсом» (2:0). Сначала главный тренер «Лилля» Кристоф Гальтье использовал португальца на разных позициях, ограничиваясь выходами на замену, а 30 ноября в матче с «Дижоном» (1:0) сыграл в стартовом составе клуба, играя слева в полузащите. Свой первый гол за клуб он забил 13 декабря в победе над «Монпелье» (2:0). В ноябре Саншеш получил травму подколенного сухожилия, которая вывела его из строя на пять недель. Восстановившись после травмы, он получил место в стартовом составе полузащиты и вышел на поле в матче против «Нима» (1:0). Его впечатляющие выступления в полузащите вместе с Жонатаном Бамбой и Жонатаном Иконе привели к тому, что Саншеш был назван игроком месяца в «Лилле» в декабре и январе в течение двух месяцев подряд. В итоге он принял участие в 30 матчах, забил 4 гола и помог «Лиллю» занять 4-е место, так как сезон закончился раньше из-за пандемии COVID-19.
В своем втором сезоне в клубе Саншеш сформировал партнёрство в полузащите вместе с Бенжаменом Андре в опорном зоне. Однако в ноябре он получил ещё одну травму подколенного сухожилия, в результате чего уступил своё место в команде Бубакари Сумаре. Тем не менее, португалец оставался важным игроком для клуба, выйдя на поле в 29 матчах и обеспечив важную передачу Джонатану Дэвиду в гостевой победе над «Анже» со счётом 2:1, благодаря чему «Лилль» выиграл Лигу 1 в сезоне 2020/21, положив конец 10-летней засухе в чемпионате.
В начале сезона в августе Саншеш выбыл из строя из-за травмы подколенного сухожилия, которая потребовала операции, и пропустил семь недель сезона. Он вернулся 3 октября, заменив Жонатана Иконе на 94-й минуте в матче с «Марселем» (2:0).

### «Пари Сен-Жермен»
4 августа 2022 года Ренату Саншеш подписал пятилетний контракт с «Пари Сен-Жермен». «Лилль» получил 15 миллионов евро.

#### Аренда в «Рому»
16 августа 2023 года перешёл в итальянскую «Рому» на правах аренды с правом выкупа.

## Международная карьера
Саншеш сыграл 40 матчей за сборную Португалии, включая все юношеские категории. Он представлял Португалию на чемпионате Европы 2014 года среди юношей до 17 лет, помог ей дойти до полуфинала, где она уступила победителям — сборной Англии. Он был включён в команду турнира.
18 марта 2016 года Саншеш был вызван Фернанду Сантушем в старшую команду для участия в товарищеских матчах против сборной Болгарии и Бельгии. Он дебютировал за сборную Португалии на 76-й минуте, заменив Вильяма Карвалью в матче против Болгарии (0:1) в Лейрии, и вскоре после этого был встречен болельщиком, который вторгся на поле.
Саншеш был вызван на Евро-2016, став самым молодым португальцем, выбранным на международный турнир, побив рекорд Криштиану Роналду, державшийся 12 лет. Саншеш дебютировал 14 июня в стартовом матче команды против сборной Исландии (1:1) в Сент-Этьене, заменив Жоау Моутинью на заключительные 19 минут. 25 июня он стал автором единственного гола в матче, забитого в дополнительное время в раунде 1/8 финала против сборной Хорватии (1:0), и был признан лучшим игроком матча. Наблюдая за этой игрой, бывший игрок сборной Португалии Антониу Соуза сказал: «Когда он владеет мячом, вы не замечаете, насколько он молод. Физически и ментально он более чем готов», а Фернанду Сантуш превознёс Саншеша как игрока, не поддающегося давлению.
Пять дней спустя в четвертьфинале против сборной Польши Саншеш превзошёл рекорд Роналду как самого молодого португальца, выходившего в старте на главном турнире. После игры в паре с Нани Саншеш пробил из-за пределов штрафной и сравнял счёт в первом тайме, став самым молодым игроком, забившим в матче на выбывание на чемпионате Европы, и третьим по возрасту среди всех. После ничьей 1:1 он забил вторую попытку Португалии в серии пенальти и снова был избран лучшим игроком матча. После матча партнёры по команде Нани и Жозе Фонте высоко оценили выдержку, уверенность и желание Саншеша учиться у старших. После победы своей сборной над хозяевами турнира Францией в финале со счётом 1:0 в дополнительное время Саншеш получил награду «Лучший молодой игрок» за свои выступления на турнире.
Ренату Саншеш и нападающий Эдер стали заметными победителями Евро-2016, не вошедшими в состав сборной Португалии на Кубок конфедераций 2017 года в России; вместо него Саншеш сыграл на чемпионате Европы 2017 года среди игроков до 21 года. Он также отсутствовал в предварительном составе 35 человек на чемпионат мира 2018 года.
В сентябре 2018 года Саншеш был вызван на товарищеский матч против сборной Хорватии и матч Лиги наций УЕФА против сборной Италии. 6 сентября он вышел на замену на 86-й минуте матча с Хорватией и впервые за почти 18 месяцев вышел на поле.
Саншеш был включён в окончательный состав сборной Португалии на отложенный турнир Евро-2020. 15 июня 2021 года в первой игре сборной Португалии на Евро-2020, Саншеш впервые появился на турнире, заменив Вильяма Карвалью на 81-й минуте, и забил первый гол Португалии в победе над сборной Венгрии (3:0) в Будапеште. После неудачных выступлений товарищей по команде Данилу Перейры и Вильяма Карвалью в матче против сборной Германии (4:2), Саншеш стал одним из ключевых игроков для Португалии в турнире, и тренер Фернанду Сантуш дал ему шанс в двух последних матчах Португалии на турнире, впечатлив в заключительном матче группового этапа с Францией (2:2). 27 июня после ещё одного впечатляющего выступления Португалия выбыла, проиграв Бельгии (1:0) в 1/8 финала, несмотря на то, что Саншеш отличился за свои прорывные выступления на турнире.

## Стиль игры
Ренату Саншеша отмечают за его универсальность в полузащите, он комфортно чувствует себя в обороне, атаке, в центре и на флангах. Его качества включают физическую силу, умение пасовать и быть собранным во владении мячом. За эти черты и прическу его сравнивают с голландцем Эдгаром Давидсом.
Однако в интервью Benfica TV Саншеш сравнил свой стиль с другим голландцем эпохи Давидса, Кларенсом Зеедорфом. Во время Евро-2016 бывший игрок «Бенфики» и сборной Нидерландов Пьер ван Хойдонк также провёл сравнение с Зеедорфом, сказав, что «манера игры у них одинаковая, интенсивность тоже».
Во время работы в «Лилле» под руководством Кристофа Гальтье Санчес играл на позиции опорного полузащитника вместе с Бенжаменом Андре в расстановке 4-2-3-1 или в качестве инвертированного полузащитника, играя атакующую роль на правом фланге. Саншеш также играл слева в полузащите или в центре, выходя на правый фланг, чтобы играть вместе с Жонатаном Бамбой и Жонатаном Иконе в атаке или в качестве бокс-ту-бокс, поддерживая защитника в обороне в расстановке 4-4-2.

## Достижения

### Командные
«Бенфика»
- Чемпионат Португалии: 2015/16
- Обладатель Кубка португальской лиги: 2015/16

«Бавария»
- Чемпион Германии (2): 2016/17, 2018/19
- Обладатель Кубка Германии: 2018/19
- Обладатель Суперкубка Германии: 2017

«Лилль»
- Чемпион Франции: 2020/21

«Пари Сен-Жермен»
- Чемпион Франции: 2022/23

Сборная Португалии
- Чемпионат Европы: 2016

### Личные
- Лучший молодой игрок чемпионата Европы 2016
- Обладатель премии Golden Boy: 2016

## Статистика выступлений

### Клубная статистика
| Выступление      | Выступление      | Выступление      | Лига | Лига | Кубки | Кубки | Еврокубки | Еврокубки | Итого | Итого |
| Клуб             | Лига             | Сезон            | Игры | Голы | Игры  | Голы  | Игры      | Голы      | Игры  | Голы  |
| ---------------- | ---------------- | ---------------- | ---- | ---- | ----- | ----- | --------- | --------- | ----- | ----- |
| Бенфика          | Лига Сагриш      | 2015/16          | 24   | 2    | 5     | 0     | 6         | 0         | 35    | 2     |
| Бенфика          | Итого            | Итого            | 24   | 2    | 5     | 0     | 6         | 0         | 35    | 2     |
| → Бенфика B      | Сегунда лига     | 2014/15          | 24   | 0    | —     | —     | —         | —         | 24    | 0     |
| → Бенфика B      | Сегунда лига     | 2015/16          | 10   | 3    | —     | —     | —         | —         | 10    | 3     |
| → Бенфика B      | Итого            | Итого            | 34   | 3    | —     | —     | —         | —         | 34    | 3     |
| Бавария          | Бундеслига       | 2016/17          | 17   | 0    | 2     | 0     | 6         | 0         | 25    | 0     |
| Бавария          | Бундеслига       | 2017/18          | 0    | 0    | 1     | 0     | —         | —         | 1     | 0     |
| Бавария          | Бундеслига       | 2018/19          | 17   | 1    | 1     | 0     | 6         | 1         | 24    | 2     |
| Бавария          | Бундеслига       | 2019/20          | 1    | 0    | 2     | 0     | —         | —         | 3     | 0     |
| Бавария          | Итого            | Итого            | 35   | 1    | 6     | 0     | 12        | 1         | 53    | 2     |
| → Суонси Сити    | Премьер-лига     | 2017/18          | 12   | 0    | 3     | 0     | —         | —         | 15    | 0     |
| → Суонси Сити    | Итого            | Итого            | 12   | 0    | 3     | 0     | —         | —         | 15    | 0     |
| Лилль            | Лига 1           | 2019/20          | 19   | 3    | 6     | 1     | 5         | 0         | 30    | 4     |
| Лилль            | Лига 1           | 2020/21          | 23   | 1    | 2     | 0     | 4         | 0         | 29    | 1     |
| Лилль            | Лига 1           | 2021/22          | 25   | 2    | 2     | 0     | 5         | 0         | 32    | 2     |
| Лилль            | Итого            | Итого            | 67   | 6    | 10    | 1     | 14        | 0         | 91    | 7     |
| Всего за карьеру | Всего за карьеру | Всего за карьеру | 172  | 12   | 24    | 1     | 32        | 1         | 228   | 14    |

### Матчи за сборную
| №  | Дата             | Оппонент  | Счёт             | Голы | Пасы | Минуты | Соревнование                         |
| -- | ---------------- | --------- | ---------------- | ---- | ---- | ------ | ------------------------------------ |
| 1  | 25 марта 2016    | Болгария  | 0:1              | —    | —    | 16'    | Товарищеский матч                    |
| 2  | 29 марта 2016    | Бельгия   | 2:1              | —    | —    | 45'    | Товарищеский матч                    |
| 3  | 29 мая 2016      | Норвегия  | 3:0              | —    | —    | 18'    | Товарищеский матч                    |
| 4  | 2 июня 2016      | Англия    | 0:1              | —    | —    | 18'    | Товарищеский матч                    |
| 5  | 8 июня 2016      | Эстония   | 7:0              | —    | 1    | 32'    | Товарищеский матч                    |
| 6  | 14 июня 2016     | Исландия  | 1:1              | —    | —    | 19'    | Финальные матчи ЧЕ-2016 (группа F)   |
| 7  | 22 июня 2016     | Венгрия   | 3:3              | —    | —    | 45'    | Финальные матчи ЧЕ-2016 (группа F)   |
| 8  | 25 июня 2016     | Хорватия  | 1:0 ((доп. вр.)) | —    | —    | 70'    | Финальные матчи ЧЕ-2016 (1/8 финала) |
| 9  | 30 июня 2016     | Польша    | 1:1 (5:3 (пен.)  | 1    | —    | 120'   | Финальные матчи ЧЕ-2016 (1/4 финала) |
| 10 | 6 июля 2016      | Уэльс     | 2:0              | —    | —    | 74'    | Финальные матчи ЧЕ-2016 (1/2 финала) |
| 11 | 10 июля 2016     | Франция   | 1:0 ((доп. вр.)) | —    | —    | 79'    | Финальные матчи ЧЕ-2016 (Финал)      |
| 12 | 13 ноября 2016   | Латвия    | 4:1              | —    | —    | 2'     | Отборочные матчи ЧМ-2018 (группа В)  |
| 13 | 28 марта 2017    | Швеция    | 2:3              | —    | —    | 90'    | Товарищеский матч                    |
| 14 | 6 сентября 2018  | Хорватия  | 1:1              | —    | —    | 4'     | Товарищеский матч                    |
| 15 | 10 сентября 2018 | Италия    | 1:0              | —    | —    | 16'    | Лига наций 2018/19                   |
| 16 | 11 октября 2018  | Польша    | 3:2              | —    | —    | 16'    | Лига наций 2018/19                   |
| 17 | 14 октября 2018  | Шотландия | 3:1              | —    | —    | 34'    | Товарищеский матч                    |
| 18 | 20 ноября 2018   | Польша    | 1:1              | —    | —    | 90'    | Лига наций 2018/19                   |

Итого: сыграно матчей: 18 / забито голов: 1; победы: 11, ничьи: 4, поражения: 3.

## Личная жизнь
Двоюродные братья Саншеша, Клаудио, Мигель и Жаир Таварес, также являются профессиональными футболистами.

### Возрастные противоречия
Противники Саншеша утверждали, что он старше, чем указано в его свидетельстве о рождении, основывая свои суждения на разрыве между его рождением и регистрацией. В марте 2016 года, когда «Спортинг» боролся с «Бенфикой» за титул чемпиона, тогдашний президент «Спортинга» Бруно де Карвалью обвинил Саншеша во лжи о своём возрасте. Саншеш потребовал от Карвалью публичных извинений или судебного иска за клевету. Во время Евро-2016 бывший тренер сборной Франции Ги Ру выступил с аналогичным обвинением.
По мнению автора Goal.com Майлза Чемберса, обвинения в адрес Саншеша проистекают из сознательных или бессознательных расовых стереотипов, основанных на исторических случаях, когда игроки с африканского континента лгали о своём возрасте, хотя он родился в Португалии.
8 июля 2016 года больница, где родился Саншеш, опубликовала документ, подтверждающий, что он родился 18 августа 1997 года в 15:25 по местному времени.